# Gương mặt thương hiệu (mùa 2)
Gương mặt Thương hiệu 2017 (Còn gọi là The Face Vietnam - Mùa 2) là cuộc thi tài năng tìm kiếm người mẫu quảng cáo tại Việt Nam, dựa vào format của phiên bản gốc được sáng lập bởi chương trình The Face phiên bản Anh của Siêu mẫu Naomi Campbell. Được sản xuất bởi Cát Tiên Sa. Lan Khuê, Minh Tú và Hoàng Thùy sẽ có vai trò Huấn luyện viên cùng với Hữu Vi đảm nhận vị trí Dẫn chương trình. Mùa giải thứ hai phát sóng vào ngày 11 tháng 6 năm 2017 trên kênh VTV3.
Quán quân của Mùa 2 Nguyễn Bạch Tú Hảo đến từ đội Huấn luyện viên Lan Khuê.

### Giải thưởng
Người chiến thắng sẽ nhận được các giải thưởng sau đây:
- Giải thưởng tiền mặt trị giá 100 triệu đồng
- 1 chiếc TV trị giá 300 triệu đồng

## Dẫn chương trình và Huấn luyện viên Mùa 2
| Huấn luyện viên  | Tập    | Tập       | Tập       | Tập       | Tập       | Tập       | Tập       | Tập       | Tập       | Tập       | Tập       | Tập    |
| Huấn luyện viên  | 1      | 2         | 3         | 4         | 5         | 6         | 7         | 8         | 9         | 10        | 11        | 12     |
| ---------------- | ------ | --------- | --------- | --------- | --------- | --------- | --------- | --------- | --------- | --------- | --------- | ------ |
| Lan Khuê         | Top 4  | Thắng     | Thắng     | Loại      | Loại      | Thắng     | Nguy hiểm | Thắng     | Loại      | Nguy hiểm | Quay lại  | Thắng  |
| Lan Khuê         | Top 4  | Thắng     | Thắng     | Loại      | Loại      | Thắng     | Nguy hiểm | Thắng     | Loại      | Nguy hiểm | Nguy hiểm | Thắng  |
| Hoàng Thùy       | Top 4  | Loại      | Nguy hiểm | Nguy hiểm | Nguy hiểm | Loại      | Thắng     | Nguy hiểm | Thắng     | Loại      | Nguy hiểm | Về nhì |
| Minh Tú          | Top 4  | Nguy hiểm | Loại      | Thắng     | Thắng     | Nguy hiểm | Bỏ cuộc   | Loại      | Nguy hiểm | Thắng     | Thắng     | Về nhì |
| Dẫn chương trình | Hữu Vi | Hữu Vi    | Hữu Vi    | Hữu Vi    | Hữu Vi    | Hữu Vi    | Hữu Vi    | Hữu Vi    | Hữu Vi    | Hữu Vi    | Hữu Vi    | Hữu Vi |

     Đội chiến thắng
     Đội về nhì
     Đội chiến thắng thử thách theo nhóm
     Đội có thí sinh lọt vào Top nguy hiểm
     Đội có thí sinh bị loại được quay lại
     Đội có thí sinh bị loại
     Đội có thí sinh bỏ cuộc

## Thí sinh
(Tính theo tuổi khi còn trong cuộc thi)
| Thí sinh                               | Tuổi | Chiều cao              | Quê quán    | Huấn luyện viên | Bị loại | Thứ hạng    | |
| -------------------------------------- | ---- | ---------------------- | ----------- | --------------- | ------- | ----------- | --- |
| Nguyễn Thiếu Lan                       | 20   | 1,72 m (5 ft 7+1⁄2 in) | Đồng Nai    | Hoàng Thùy      | Tập 2   | 12          | Top 20 Hoa khôi Áo Dài nữ sinh Việt Nam 2014 Top 7 Vietnam's Next Top Model 2016 Top 10 Hoa hậu Thể thao Việt Nam 2022 Tham gia The New Mentor - Người mẫu toàn năng 2023 (loại vòng pick-team) |
| Nguyễn Đặng Khánh Linh                 | 22   | 1,68 m (5 ft 6 in)     | Hà Nội      | Minh Tú         | Tập 3   | 11          | |
| Trình Thị Mỹ Duyên                     | 22   | 1,67 m (5 ft 5+1⁄2 in) | Tuyên Quang | Lan Khuê        | Tập 4   | 10          | Top 45 Hoa hậu Hoàn vũ Việt Nam 2015 Top 10 Hoa hậu Biển Việt Nam 2016 Top 40 Hoa hậu Hoàn vũ Việt Nam 2017 Á Hậu 5 Hoa hậu Thế giới người Việt 2019                                            |
| Phan Quỳnh Như                         | 25   | 1,70 m (5 ft 7 in)     | TP HCM      | Hoàng Thùy      | Tập 6   | 9           | Tham gia vòng sơ tuyển The Face Vietnam (mùa 3) |
| Lê Trúc Anh (Chanunphat Kamolkiriluck) | 21   | 1,68 m (5 ft 6 in)     | TP HCM      | Minh Tú         | Tập 7   | 8 (bỏ cuộc) | |
| Nguyễn Thị Thúy Nga (Thiên Nga)        | 23   | 1,67 m (5 ft 5+1⁄2 in) | Bình Thuận  | Minh Tú         | Tập 8   | 7           | |
| Phan Thị Ngọc Ngân                     | 22   | 1,67 m (5 ft 5+1⁄2 in) | Tây Ninh    | Lan Khuê        | Tập 9   | 6           | Top 41 Hoa hậu Hoàn vũ Việt Nam 2022 |
| Đặng Phạm Phương Chi                   | 23   | 1,69 m (5 ft 6+1⁄2 in) | Hà Nội      | Hoàng Thùy      | Tập 10  | 5           | Top 7 Hoa khôi Sinh viên Việt Nam 2014 Nữ hoàng Trang sức Việt Nam 2015 Á khôi 1 Hoa khôi Du lịch Việt Nam 2015 Top 10 Nữ hoàng Du lịch Quốc tế 2016                                            |
| Nguyễn Đặng Tường Linh                 | 23   | 1,67 m (5 ft 5+1⁄2 in) | Phú Yên     | Hoàng Thùy      | Tập 12  | 4           | Hoa khôi Phú Yên 2011 Hoa hậu Sắc đẹp Châu Á 2017 Top 18 Hoa hậu Liên lục địa 2017 Top 15 Hoa hậu Hoàn vũ Việt Nam 2019                                                                         |
| Đồng Ánh Quỳnh                         | 22   | 1,68 m (5 ft 6 in)     | Hà Nội      | Minh Tú         | Tập 12  | 3           | Á khôi 1 Hoa khôi Sinh viên Việt Nam 2013 Top 38 Hoa hậu Việt Nam 2014 Tham gia Chị đẹp đạp gió rẽ sóng (mùa 2)                                                                                 |
| Trương Mỹ Nhân                         | 22   | 1,78 m (5 ft 10 in)    | TP HCM      | Lan Khuê        | Tập 12  | 2           | Á Hậu 1 Hoa hậu Siêu quốc gia Việt Nam 2018 |
| Nguyễn Bạch Tú Hảo                     | 21   | 1,68 m (5 ft 6 in)     | Khánh Hòa   | Lan Khuê        | Tập 12  | 1           | |

## Các tập phát sóng

### Tập 1 - PICKTEAM
Ngày phát sóng: 11 tháng 6 năm 2017
23 cô gái đã chính thức bước vào buổi ghi hình đầu tiên, họ sẽ vượt qua những thử thách để bước vào ngôi nhà chung và chạm tay đến ngôi vị cao nhất của chương trình Gương Mặt Thương Hiệu mùa 2. Đầu tiên họ sẽ chụp một bộ ảnh về chủ đề "Nụ cười" các thí sinh sẽ thể hiện những điều khiến họ cảm thấy hạnh phúc khi làm điều đó. Sau đó, các cô gái sẽ quay video cùng với mặt mộc với nhúng nhảy theo nhạc (thực chất các thí sinh có thể trang điểm nhẹ). Ở phần thi cuối cùng, 2 gương mặt của mùa 1 là Phí Phương Anh và Lilly Nguyễn đã xuất hiện để đưa ra thử thách thú vị cho thí sinh "Seflie kép tạo kết nối", các thí sinh chia thành 5 nhóm:
- Nhóm 1: Quỳnh Như, Ngọc Ngân, Mỹ Nhân, Phương Chi, Khánh Phương
- Nhóm 2: Mỹ Duyên, Thư Dung, Thùy Dung, Tường Linh, Trần My
- Nhóm 3: Tú Hảo, Thiên Nga, Kim Nhung, Ngọc Dung, Ánh Quỳnh
- Nhóm 4: Trúc Anh, Khánh Linh, Anh Thư, Thanh Hà, Mai Hoa
- Nhóm 5: Trúc Diễm, Mỹ Huyền, Thiếu Lan

Họ sẽ chọn địa điểm đặc trưng của Thành phố Hồ Chí Minh. Các cô gái đã thể hiện những tính cách cá tính của mình khi cùng làm việc nhóm. Sau khi các thí sinh đã thể hiện xong phần thi, Phí Phương Anh và Lilly Nguyễn sẽ xem phần thể hiện của các thí sinh và chọn ra 3 gương mặt làm tốt nhất là: Quỳnh Như, Tú Hảo và Ánh Quỳnh. Họ đã chọn cô gái cá tính - Quỳnh Như là người thẳng thử thách này với phần thưởng là một chiếc điện thoại OPPO F3. Và cuối cùng, các thí sinh đã lần lượt bước vào phòng loại để chọn về đội huấn luyện viên. Ngoài ra, Huấn luyện viên The Face Thailand - Lukkade Metinee xuất hiện cùng tranh giành thí sinh cho chương trình tại "The Look Vietnam - Vẻ đẹp thương hiệu". Các huấn luyện viên liên tục đưa ra những quan điểm cá nhân, và tranh cãi khá gay gắt vì thí sinh. Team Lan Khuê là người hoàn thành team đầu tiên với 4 chiến binh đáng gồm. Lần lượt theo sau là Minh Tú và Hoàng Thùy. Lukkade Metinee đã sở hữu trong tay 8 cô gái vô cùng xinh đẹp.
| Bảng chọn đội | Bảng chọn đội            | Bảng chọn đội | Bảng chọn đội   | Bảng chọn đội   | Bảng chọn đội   | Bảng chọn đội   |
| #             | Thí sinh                 | Tuổi          | Huấn luyện viên | Huấn luyện viên | Huấn luyện viên | Huấn luyện viên |
| #             | Thí sinh                 | Tuổi          | Minh Tú         | Lan Khuê        | Hoàng Thùy      | Lukkade         |
| ------------- | ------------------------ | ------------- | --------------- | --------------- | --------------- | --------------- |
| 1             | Nguyễn Thị Thiên Nga     | 23            | ✔               | ✔               | ✔               | —               |
| 2             | Nguyễn Thiếu Lan         | 20            | —               | —               | ✔               | —               |
| 3             | Đặng Phạm Phương Chi     | 23            | ✖ Chặn          | ✖ Chặn          | ✔               | —               |
| 4             | Nguyễn Đặng Khánh Linh   | 23            | ✔               | —               | —               | —               |
| 5             | Trương Nguyễn Ngọc Dung  | 21            | —               | ✔               | ✔               | ✔               |
| 6             | Nguyễn Thị Dung          | 22            | —               | —               | —               | ✔               |
| 7             | Trình Thị Mỹ Duyên       | 22            | —               | ✔               | —               | ✔               |
| 8             | Đồng Ánh Quỳnh           | 22            | ✔               | —               | ✔               | ✔               |
| 9             | Phan Ngọc Ngân           | 22            | —               | ✔               | —               | ✔               |
| 10            | Trần Mỹ Huyền            | 23            | —               | —               | —               | ✔               |
| 11            | Nguyễn Ngọc Anh Thư      | 25            | —               | —               | —               | ✔               |
| 12            | Nguyễn Thị Kim Nhung     | 22            | —               | —               | —               | ✔               |
| 13            | Trương Mỹ Nhân           | 22            | ✔               | ✔               | ✔               | —               |
| 14            | Nguyễn Bạch Tú Hảo       | 22            | ✔               | ✔               | ✔               | ✔               |
| 15            | Nguyễn Đặng Tường Linh   | 23            | ✔               | Full team       | ✔               | —               |
| 16            | Jenna Nguyễn             | 20            | —               | Full team       | —               | ✔               |
| 17            | Nguyễn Đình Khánh Phương | 23            | —               | Full team       | —               | ✔               |
| 18            | Võ Thị Thùy Dung         | 27            | —               | Full team       | —               | ✔               |
| 19            | Lê Trúc Anh              | 23            | ✔               | Full team       | ✔               | ✔               |
| 20            | Bùi Thanh Hà             | 23            | Full team       | Full team       | —               | —               |
| 21            | Trần Thị My              | 23            | Full team       | Full team       | —               | —               |
| 22            | Nguyễn Thị Mai Hoa       | 23            | Full team       | Full team       | —               | —               |
| 23            | Phan Quỳnh Như           | 25            | Full team       | Full team       | ✔'              | —               |

- Đội Hoàng Thùy: Đặng Phạm Phương Chi, Nguyễn Thiếu Lan, Nguyễn Đặng Tường Linh, Phan Quỳnh Như
- Đội Lan Khuê: Trình Thị Mỹ Duyên, Nguyễn Bạch Tú Hảo, Phan Ngọc Ngân, Trương Mỹ Nhân
- Đội Minh Tú: Lê Trúc Anh, Nguyễn Đặng Khánh Linh, Nguyễn Thị Thiên Nga, Đồng Ánh Quỳnh
- Khách mời: Phí Phương Anh (Quán quân Gương Mặt Thương Hiệu 2016), Lilly Nguyễn (Top 7 Gương Mặt Thương Hiệu 2016), Lukkade Metinee (Huấn luyện viên The Face Thái Lan).

### Tập 2 - Top 12
Ngày phát sóng: 18 tháng 6 năm 2017
- Chiến thắng thử thách cá nhân:  Nguyễn Bạch Tú Hảo
- Đội chiến thắng thử thách:  Lan Khuê
- Top 2 nguy hiểm:  Nguyễn Thiếu Lan &  Nguyễn Thị Thiên Nga
- Thí sinh bị loại:  Nguyễn Thiếu Lan
- Khách mời: Hoàng Ku (Stylist), Phạm Hoài Nam (Nhiếp ảnh gia), Chung Thanh Phong (Nhà thiết kế), Henri Hubert (Chuyên gia catwalk).

### Tập 3 - Top 11
Ngày phát sóng: 25 tháng 6 năm 2017
- Chiến thắng thử thách cá nhân:  Đồng Ánh Quỳnh
- Đội chiến thắng thử thách:  Lan Khuê
- Top 2 nguy hiểm:  Phan Quỳnh Như &  Nguyễn Đặng Khánh Linh
- Thí sinh bị loại: Nguyễn Đặng Khánh Linh
- Khách mời: Phạm Lịch (Biên đạo múa), Phạm Lê Hoàng Linh (Đại diện thương hiệu IVY Moda).

### Tập 4 - Top 10
Ngày phát sóng: 2 tháng 7 năm 2017
- Chiến thắng thử thách cá nhân:  Phan Quỳnh Như
- Đội chiến thắng thử thách:  Nguyễn Minh Tú
- Top 2 nguy hiểm:  Đặng Phạm Phương Chi &  Trình Thị Mỹ Duyên
- Thí sinh bị loại:  Trình Thị Mỹ Duyên
- Khách mời: Jenn Matthieu Beroujon (Tổng giám đốc Resort Alma Oasis Long Hải), Mạc Hồng Quân (Cầu thủ), Nguyễn Quang Dũng (Đạo diễn), Đỗ Hiếu (Nhạc sĩ), Thùy Vân (Biên đạo múa), Bảo Thy (Ca sĩ).

### Tập 5 - Top 9
Ngày phát sóng: 9 tháng 7 năm 2017
- Chiến thắng thử thách cá nhân:  Nguyễn Thị Thiên Nga
- Đội chiến thắng thử thách:  Minh Tú
- Top 2 nguy hiểm: Đặng Phạm Phương Chi &  Trương Mỹ Nhân
- Thí sinh bị loại: Trương Mỹ Nhân
- Khách mời: Phạm Lê Hoàng Linh (Đại diện thương hiệu IVY Moda).

### Tập 6 - Top 8
Ngày phát sóng: 16 tháng 7 năm 2017
- Chiến thắng thử thách cá nhân:  Lê Trúc Anh
- Đội chiến thắng thử thách:  Lan Khuê
- Top 2 nguy hiểm:  Phan Quỳnh Như  &  Lê Trúc Anh
- Thí sinh bị loại:  Phan Quỳnh Như
- Khách mời: Nguyễn Quang Dũng (Đạo diễn), Lukkade Metinee (Huấn luyện viên The Face Thái Lan), Phí Phương Anh (Quán quân Gương Mặt Thương Hiệu 2016), Key (Ca sĩ nhóm Monstar), Kỳ Duyên (Hoa hậu Việt Nam), Thùy Dung (Hoa hậu Việt Nam), Kye Nguyễn (Stylist), Hà Thanh Huy (Nhà thiết kế), Ái Phương (Ca sĩ - Người mẫu), Thanh Duy (Ca sĩ), Nathan Lee (Ca sĩ), Chiêu Anh (Nhà báo), Vân An (Nhà báo), Mộng Trinh (Đại diện công ty truyền thông), Nguyễn Long (Nhiếp ảnh gia), Alex Fox (Giám đốc sáng tạo tạp chí thời trang), Lý Giám Tiền (Nhà thiết kế), Chế Nguyễn Quỳnh Châu (Người mẫu), Ngọc Tình (Giải vàng Siêu mẫu Việt Nam 2010), Khánh Linh (Đại diện nhãn hàng), Trần Hà My (Giám đốc Marketing), Phạm Lê Hoàng Linh (Đại diện thương hiệu thời trang IVY MODA), Will (Ca sĩ), Kaity Nguyễn (Diễn viên), Chung Thanh Phong (Nhà thiết kế), Kim Yến (Đại diện thương hiệu thời trang), Yamahachi (Đại diện thương hiệu thời trang), Trà Linh (Đại diện thương hiệu thời trang), Jenn Matthieu Beroujon (Đại diện đơn vị tài trợ địa điểm), Dũng Yoko (Giám đốc sáng tạo tạp chí thời trang), Trúc Diễm (Hoa hậu - Người mẫu), Quang Đại (Người mẫu), Đức Hải (Diễn viên).

### Tập 7 - Top 7
Ngày phát sóng: 23 tháng 7 năm 2017
- Chiến thắng thử thách cá nhân:  Nguyễn Thị Thiên Nga
- Đội chiến thắng thử thách: Hoàng Thùy
- Top 2 nguy hiểm:  Lê Trúc Anh &  Phan Ngọc Ngân
- Thí sinh bỏ cuộc:  Lê Trúc Anh
- Khách mời: Lilly Nguyễn (Top 7 Gương Mặt Thương Hiệu 2016), Anh Thư (Nhà thiết kế), Phạm Hoài Nam (Nhiếp ảnh gia).

### Tập 8 - Top 6
Ngày phát sóng: 30 tháng 7 năm 2017
- Chiến thắng thử thách cá nhân:  Phan Ngọc Ngân
- Đội chiến thắng thử thách:  Lan Khuê
- Top 2 nguy hiểm:  Nguyễn Thị Thiên Nga &  Đặng Phạm Phương Chi
- Thí sinh bị loại:  Nguyễn Thị Thiên Nga
- Khách mời: Thục Lê (Đại diện thương hiệu L'Oréal Paris), Linh Trương (Chuyên gia định hướng làm đẹp).

### Tập 9 - Top 5
Ngày phát sóng: 6 tháng 8 năm 2017
- Chiến thắng thử thách cá nhân:  Đặng Phạm Phương Chi &  Phan Ngọc Ngân
- Đội chiến thắng thử thách: Hoàng Thùy
- Top 2 nguy hiểm:  Đồng Ánh Quỳnh &  Phan Ngọc Ngân
- Thí sinh bị loại:  Phan Ngọc Ngân
- Khách mời: Việt Anh (Diễn viên), Kiều Minh Tuấn (Diễn viên), Milor Trần (Nhiếp ảnh gia), Phí Phương Anh (Quán quân Gương Mặt Thương Hiệu 2016).

### Tập 10 - Top 4
Ngày phát sóng: 13 tháng 8 năm 2017
- Chiến thắng thử thách cá nhân:  Nguyễn Đặng Tường Linh
- Đội chiến thắng thử thách:  Minh Tú
- Top 2 nguy hiểm:  Nguyễn Bạch Tú Hảo &  Đặng Phạm Phương Chi
- Thí sinh bị loại:  Đặng Phạm Phương Chi
- Khách mời: Lưu Hương Giang (Ca sĩ), Đỗ Mỹ Linh (Hoa hậu Việt Nam 2016), Quốc Cơ - Quốc Nghiệp (Nghệ sĩ xiếc), S.T Sơn Thạch (Ca sĩ), Vũ Ngọc Ánh (Diễn viên), Trịnh Quốc Huy (Nhiếp ảnh gia).

### Tập 11 - Top 3 - Bán kết
Ngày phát sóng: 20 tháng 8 năm 2017
- Chiến thắng thử thách cá nhân:  Nguyễn Bạch Tú Hảo
- Đội chiến thắng thử thách:  Minh Tú
- Top 2 nguy hiểm:  Nguyễn Đặng Tường Linh &  Nguyễn Bạch Tú Hảo
- Thí sinh bị loại: Không có
- Thí sinh Comeback:  Trương Mỹ Nhân
- Khách mời: Phí Phương Anh (Quán quân Gương Mặt Thương Hiệu 2016), Khánh Ngân (Á quân Gương Mặt Thương Hiệu 2016, Hoa khôi Du lịch Việt Nam), Huỳnh Anh (Diễn viên), Trần Ly Ly (Biên đạo múa), Mai Anh (Đại diện thương hiệu LG).

### Tập 12 - Chung kết
Ngày phát sóng: 27 tháng 8 năm 2017
 Trương Mỹ Nhân đã chiến thắng cổng bình chọn "Chiếc vé may mắn" nên được quyền tham dự Chung kết.
| Mã số bình chọn | Thí sinh               | Huấn luyện viên | Bị loại      | Bình chọn | Kết quả   |
| --------------- | ---------------------- | --------------- | ------------ | --------- | --------- |
| 01              | Nguyễn Đặng Tường Linh | Hoàng Thùy      | Tập 12       | 15,58%    | Á quân 3  |
| 02              | Đồng Ánh Quỳnh         | Minh Tú         | Tập 12       | 17,51%    | Á quân 2  |
| 04              | Trương Mỹ Nhân         | Lan Khuê        | Tập 5 Tập 12 | 26,16%    | Á quân 1  |
| 03              | Nguyễn Bạch Tú Hảo     | Lan Khuê        | Tập 12       | 40,75%    | Quán quân |

     Thí sinh chiến thắng
     Thí sinh về nhì
- The Face Vietnam: Nguyễn Bạch Tú Hảo
- Thí sinh về nhì: Trương Mỹ Nhân & Đồng Ánh Quỳnh & Nguyễn Đặng Tường Linh
- Khách mời: Phí Phương Anh (quán quân Gương Mặt Thương Hiệu 2016), Phúc Bồ (Ca sĩ), Hà Lê (Ca sĩ), Ali Hoàng Dương (Ca sĩ), Tóc Tiên (Đại diện thương hiệu), Lưu Hương Giang (Ca sĩ), Ngô Bá Lục (Nhà báo), Quỳnh Nguyễn (Nhà báo), Phan Cao Tùng (Nhà báo), Quỳnh Trang (Nhà báo), Phát Lê (Nhà báo), Vân An (Nhà báo), Chi Trương (Đại diện thương hiệu), Only C (Ca sĩ).

## Bảng loại trừ
| Thí sinh        | Tập       | Tập    | Tập       | Tập       | Tập       | Tập      | Tập       | Tập       | Tập                  | Tập        | Tập    | Tập       |
| Thí sinh        | 1         | 2      | 3         | 4         | 5         | 6        | 7         | 8         | 9                    | 10         | 11     | 12        |
| --------------- | --------- | ------ | --------- | --------- | --------- | -------- | --------- | --------- | -------------------- | ---------- | ------ | --------- |
| Thắng thử thách | Quỳnh Như | Tú Hảo | Ánh Quỳnh | Quỳnh Như | Thiên Nga | Trúc Anh | Thiên Nga | Ngọc Ngân | Phương Chi Ngọc Ngân | Tường Linh | Tú Hảo | —         |
| Tú Hảo          | QUA       | THẮNG  | THẮNG     | AT        | AT        | THẮNG    | AT        | THẮNG     | AT                   | THẤP       | THẤP   | QUÁN QUÂN |
| Mỹ Nhân         | QUA       | THẮNG  | THẮNG     | AT        | LOẠI      |          |           |           |                      |            | QL     | Á QUÂN    |
| Ánh Quỳnh       | QUA       | AT     | AT        | THẮNG     | THẮNG     | AT       | AT        | AT        | THẤP                 | THẮNG      | THẮNG  | Á QUÂN    |
| Tường Linh      | QUA       | AT     | AT        | AT        | AT        | AT       | THẮNG     | AT        | THẮNG                | AT         | THẤP   | Á QUÂN    |
| Phương Chi      | QUA       | AT     | AT        | THẤP      | THẤP      | AT       | THẮNG     | THẤP      | THẮNG                | LOẠI       |        |           |
| Ngọc Ngân       | QUA       | THẮNG  | THẮNG     | AT        | AT        | THẮNG    | THẤP      | THẮNG     | LOẠI                 |            |        |           |
| Thiên Nga       | QUA       | THẤP   | AT        | THẮNG     | THẮNG     | AT       | AT        | LOẠI      |                      |            |        |           |
| Trúc Anh        | QUA       | AT     | AT        | THẮNG     | THẮNG     | THẤP     | RÚT       |           |                      |            |        |           |
| Quỳnh Như       | QUA       | AT     | THẤP      | AT        | AT        | LOẠI     |           |           |                      |            |        |           |
| Mỹ Duyên        | QUA       | THẮNG  | THẮNG     | LOẠI      |           |          |           |           |                      |            |        |           |
| Khánh Linh      | QUA       | AT     | LOẠI      |           |           |          |           |           |                      |            |        |           |
| Thiếu Lan       | QUA       | LOẠI   |           |           |           |          |           |           |                      |            |        |           |

Team Lan Khuê
Team Minh Tú
Team Hoàng Thùy
     Thí sinh an toàn
     Thí sinh chiến thắng
     Thí sinh về nhì
     Thí sinh chiến thắng thử thách theo nhóm
     Thí sinh lọt vào Top nguy hiểm
     Thí sinh bị loại được quay lại
     Thí sinh bị loại
     Thí sinh bỏ cuộc

### Thử thách trong từng tập
- Tập 1: Chụp hình với chủ đề nụ cười & Video clip mặt mộc & Selfie tạo kết nối
- Tập 2: Ai mặc đẹp hơn & Catwalk và tạo dáng
- Tập 3: Quay clip quảng cáo thể thao & Catwalk trên sỏi
- Tập 4: Chụp hình trong trang phục bikini thể thao & Diễn xuất trong MV ca nhạc
- Tập 5: Quay TVC dưới hồ bơi & Chụp hình trong trang phục bikini trên thuyền buồm & Catwalk trên cầu cảng
- Tập 6: Diễn xuất và xử lí tình huống & Catwalk trên bàn tiệc
- Tập 7: Chụp hình selfie cùng với người thân & Chụp hình với chủ đề mỏng manh trong giá lạnh
- Tập 8: Diễn xuất và chụp hình cùng Host Hữu Vi & Diễn xuất với vai trò "Chuyên gia định hướng làm đẹp"
- Tập 9: Diễn xuất với chủ đề quyến rũ & Chụp ảnh phép màu selfie kép
- Tập 10: Quay TVC quảng cáo sữa tắm & Chụp hình trên không với chủ đề "Nữ Chiến binh"
- Tập 11: Diễn xuất hành động với moto & Chụp hình và quay quảng cáo TVC TV
- Tập 12: Catwalk và selfie cùng sản phẩm điện thoại thông minh & Bản lĩnh trước ống kính truyền thông

### Cổng bình chọn "Chiếc vé may mắn"
Khác với bản gốc và các phiên bản The Face khác trên thế giới, The Face Việt Nam Mùa 2 đặc biệt mang đến "Chiếc vé may mắn", thông qua bảng bình chọn trên trang Tạp chí điện tử Saostar và ứng dụng Zalo từ ngày 19/06/2017, gương mặt ấn tượng nhưng bị loại sẽ có cơ hội quay trở lại, chính thức cùng Top 3 chinh phục ngôi vị cao nhất tại Gương mặt Thương hiệu. Đến 12h ngày 08/08, Trương Mỹ Nhân là thí sinh có tổng số phiếu cao nhất trong tất cả thí sinh bị loại - đồng nghĩa với việc cô chính thức quay trở lại vào đêm Chung kết để tranh tài với Top 3 còn lại là  Nguyễn Đặng Tường Linh,  Nguyễn Bạch Tú Hảo,  Đồng Ánh Quỳnh.

#### Bình chọn trên Zalo
| Thứ hạng | Thí sinh               | Bị loại | Huấn luyện viên | Bình chọn | Kết quả       |
| -------- | ---------------------- | ------- | --------------- | --------- | ------------- |
| 1        | Trương Mỹ Nhân         | Tập 5   | Lan Khuê        | 15.34%    | Vào Chung kết |
| 2        | Trình Thị Mỹ Duyên     | Tập 4   | Lan Khuê        | 12.24%    | Loại          |
| 3        | Nguyễn Đặng Khánh Linh | Tập 3   | Minh Tú         | 11.50%    | Loại          |
| 4        | Nguyễn Thị Thiên Nga   | Tập 8   | Minh Tú         | 10.78%    | Loại          |
| 5        | Phan Ngọc Ngân         | Tập 9   | Lan Khuê        | 9.23%     | Loại          |
| 6        | Lê Trúc Anh            | Tập 7   | Minh Tú         | 6.01%     | Loại          |
| 7        | Đặng Phạm Phương Chi   | Tập 10  | Hoàng Thùy      | 4.49%     | Loại          |
| 8        | Phan Quỳnh Như         | Tập 6   | Hoàng Thùy      | 2.17%     | Loại          |
| 9        | Nguyễn Thiếu Lan       | Tập 2   | Hoàng Thùy      | 1.66%     | Loại          |

#### Bình chọn trên Tạp chí điện tử SaoStar
| Thứ hạng | Thí sinh               | Bị loại | Huấn luyện viên | Bình chọn | Kết quả       |
| -------- | ---------------------- | ------- | --------------- | --------- | ------------- |
| 1        | Trương Mỹ Nhân         | Tập 5   | Lan Khuê        | 963,830   | Vào Chung kết |
| 2        | Nguyễn Thị Thiên Nga   | Tập 8   | Minh Tú         | 925,356   | Loại          |
| 3        | Trình Thị Mỹ Duyên     | Tập 4   | Lan Khuê        | 761,698   | Loại          |
| 4        | Phan Ngọc Ngân         | Tập 9   | Lan Khuê        | 701,338   | Loại          |
| 5        | Nguyễn Đặng Khánh Linh | Tập 3   | Minh Tú         | 447,703   | Loại          |
| 6        | Lê Trúc Anh            | Tập 7   | Minh Tú         | 406,258   | Loại          |
| 7        | Đặng Phạm Phương Chi   | Tập 10  | Hoàng Thùy      | 208,119   | Loại          |
| 8        | Phan Quỳnh Như         | Tập 6   | Hoàng Thùy      | 147,544   | Loại          |
| 9        | Nguyễn Thiếu Lan       | Tập 2   | Hoàng Thùy      | 132,909   | Loại          |

## Chuyển thể

Logo của The Look Vietnam: Vẻ đẹp thương hiệu

### The Look Vietnam: Vẻ đẹp thương hiệu
Năm 2017, sau khi kết thúc Gương mặt thương hiệu 2017, công ty Cát Tiên Sa đã tổ chức một phiên bản mini của chương trình mang tên The Look Vietnam: Vẻ đẹp thương hiệu với phiên bản The Hair dựa theo bản gốc The Look của Thái Lan. Đây là chương trình nhằm quảng bá cho các thương hiệu lớn mà mùa đầu tiên là cho nhãn hàng chăm sóc tóc Tresemme. Người mẫu Thái Lan Lukkade Metinee xuất hiện với vai trò huấn luyện viên tuyển chọn thí sinh từ mùa 2 The Face Vietnam.
| Mùa  | Ngày phát sóng                              | Quán quân    | Á quân                                     | Thứ tự loại trừ                                      | Số thí sinh |
| ---- | ------------------------------------------- | ------------ | ------------------------------------------ | ---------------------------------------------------- | ----------- |
| 2017 | 19 tháng 11 năm 2017 – 10 tháng 12 năm 2017 | Vũ Ngọc Châm | Trương Nguyễn Ngọc Dung Huỳnh Mai Cát Tiên | Võ Thị Thùy Dung, Phạm Thị Thu Thủy, Ngô Phương Linh | 6           |

     Thí sinh đội của Kỳ Duyên (2017)
     Thí sinh đội của Minh Tú (2017)
     Thí sinh đội của Phạm Hương (2017)

#### Dẫn chương trình và huấn luyện viên
| Huấn luyện viên  | Mùa |
| Huấn luyện viên  | 1   |
| ---------------- | --- |
| Phạm Hương       | ✔   |
| Minh Tú          | ✔   |
| Kỳ Duyên         | ✔   |
| Dẫn chương trình | Mùa |
| Dẫn chương trình | 1   |
| Gil Lê           | ✔   |

#### Thí sinh
(Tính theo tuổi khi còn trong cuộc thi)
| Thí sinh                | Tuổi | Quê quán              | Huấn luyện viên | Bị loại | Thứ hạng    |
| ----------------------- | ---- | --------------------- | --------------- | ------- | ----------- |
| Võ Thị Thùy Dung        | 27   | Khánh Hòa             | Minh Tú         | Tập 2   | 6           |
| Phạm Thị Thu Thùy       | 20   | Thành phố Hồ Chí Minh | Phạm Hương      | Tập 3   | 5           |
| Ngô Phương Linh         | 24   | Hà Nội                | Phạm Hương      | Tập 4   | 4 (bỏ cuộc) |
| Huỳnh Mai Cát Tiên      | 27   | Thành phố Hồ Chí Minh | Minh Tú         | Tập 4   | 3-2         |
| Trương Nguyễn Ngọc Dung | 21   | Thành phố Hồ Chí Minh | Kỳ Duyên        | Tập 4   | 3-2         |
| Vũ Ngọc Châm            | 25   | Hà Nội                | Kỳ Duyên        | Tập 4   | 1           |

#### Thứ tự loại trừ
| Thí sinh              | Tập   | Tập           | Tập           | Tập           |
| Thí sinh              | 1     | 2             | 3             | 4             |
| --------------------- | ----- | ------------- | ------------- | ------------- |
| Chiến thắng thử thách | Không | Team Kỳ Duyên | Team Kỳ Duyên | Team Kỳ Duyên |
| Ngọc Châm             | Qua   | An toàn       | An toàn       | Quán quân     |
| Ngọc Dung             | Qua   | An toàn       | An toàn       | Á quân        |
| Cát Tiên              | Qua   | An toàn       | Nguy hiểm     | Á quân        |
| Phương Linh           | Qua   | An toàn       | An toàn       | Bỏ cuộc       |
| Thu Thùy              | Qua   | Nguy hiểm     | Loại          |               |
| Thùy Dung             | Qua   | Loại          |               |               |

1. ↑  Ngô Phương Linh bỏ cuộc vì lí do cá nhân. Tuy nhiên cô nhận được giải thưởng hợp đồng do sự lựa chọn của khách hàng và nhà tài trợ tổ chức, tương đương với giải thưởng của quán quân.

## Sau The Face
- Nguyễn Bạch Tú Hảo: Diễn viên.
- Trương Mỹ Nhân: Top 30 Hoa hậu Tuổi Teen Việt Nam 2012, tham gia Hoa hậu Việt Nam 2014 và dừng chân sau vòng Chung khảo phía Nam, Á hậu 1 Hoa hậu Siêu quốc gia Việt Nam 2018.
- Đồng Ánh Quỳnh: Á khôi 1 Nữ sinh Việt Nam Duyên dáng 2013, Top 40 Hoa hậu Việt Nam 2014.
- Nguyễn Đặng Tường Linh: Người đẹp Phú Yên 2011, Top 18 Hoa hậu Liên lục địa 2017 cùng giải phụ People's Choice Award, Hoa hậu Sắc đẹp Châu Á 2017, Top 15 Hoa hậu Hoàn vũ Việt Nam 2019 cùng các giải phụ (Best Smile, Top 10 Best Catwalk, Top 10 Best Face).
- Đặng Phạm Phương Chi: Top 7 Hoa khôi Sinh viên Việt Nam 2014 cùng giải phụ Trang phục truyền thống đẹp nhất, Nữ hoàng Trang sức Việt Nam 2015, Top 10 Nữ hoàng Du lịch Quốc tế 2016.
- Phan Thị Ngọc Ngân: Top 41 Hoa hậu Hoàn vũ Việt Nam 2022.
- Lê Trúc Anh: Diễn viên Thái Lan đang hoạt động công ty GMMTV.
- Nguyễn Quỳnh Như: tham gia vòng sơ tuyển The Face Vietnam (mùa 3).
- Trình Thị Mỹ Duyên: Top 45 Hoa hậu Hoàn vũ Việt Nam 2015, Top 10 Hoa hậu Biển Việt Nam 2016, Top 45 Hoa hậu Hoàn vũ Việt Nam 2017 cùng giải phụ Người đẹp Áo dài, Á hậu 5 Hoa hậu Thế giới người Việt tại Pháp 2019, nhận vai chính trong phim điện ảnh Kiều, phim Đừng nói khi yêu của VFC, phim Mình Yêu Nhau Bình Yên Thôi.
- Nguyễn Thiếu Lan: Top 20 Hoa khôi Áo dài Nữ sinh Việt Nam 2014, Top 7 Vietnam's Next Top Model 2016, tham gia Hoa hậu Việt Nam 2016 và dừng chân sau vòng sơ khảo, Top 10 Hoa hậu Thế thao Việt Nam 2022, The New Mentor - Người Mẫu Toàn Năng (loại vòng Pick-team).